# 那坡凤仙花
那坡凤仙花（学名：Impatiens napoensis）为凤仙花科凤仙花属下的一个种。

## 扩展阅读
- 維基物種上的相關：那坡凤仙花